# Echelon Conspiracy
Echelon Conspiracy (La conspiración del poder en España) es una película de 2009 dirigida por Greg Marcks y protagonizada por Shane West, Edward Burns, y Ving Rhames.

## Sinopsis
Un joven ingeniero recibe por azar un móvil que le va enviando mensajes de cómo encontrar fortuna. Cuando es interceptado por el FBI se da cuenta de que el que envía los mensajes no es tan benévolo como parece… todos los propietarios anteriores murieron asesinados....

## Elenco
- Shane West como Max Peterson.
- Edward Burns como John Reed.
- Ving Rhames como Agente Dave Grant.
- Martin Sheen como Raymond Burke.
- Jonathan Pryce como Mueller.
- Tamara Feldman como Kamila.
- Sergey Gubanov como Yuri Malinin.
- Gosha Kutsenko como Russian General.
- Steven Elder como Charles.